# Шомон ле Бур
Шомон ле Бур (фр. Chaumont-le-Bourg) насеље је и општина у централној Француској у региону Оверња, у департману Пиј де Дом која припада префектури Амбер.
По подацима из 2011. године у општини је живело 223 становника, а густина насељености је износила 26,93 становника/km². Општина се простире на површини од 8,28 km². Налази се на средњој надморској висини од 615 метара (максималној 860 m, а минималној 550 m).

## Демографија
| 1962. | 1968. | 1975. | 1982. | 1990. | 1999. | 2011. |
| ----- | ----- | ----- | ----- | ----- | ----- | ----- |
| 212   | 202   | 181   | 172   | 173   | 201   | 223   |

График промене броја становника у току последњих година